# Grigorij Kudriawcew
Grigorij Iwanowicz Kudriawcew (ros. Григорий Иванович Кудрявцев, ur. 1905 w Woroneżu, zm. 1959 w Moskwie) – funkcjonariusz radzieckich służb specjalnych, pułkownik, szef Zarządu NKWD/NKGB w obwodzie nowosybirskim (1939–1941).

## Życiorys
Skończył 3 klasy szkoły cerkiewnej w Nowoczerkasku, kurs fakultetu robotniczego i kurs technikum metalurgicznego w Dniepropietrowsku.
Od 1929 członek WKP(b), sekretarz komitetu KP(b)U w fabryce w Dniepropetrowsku, w latach 1937–1938 II sekretarz, a od 1938 I sekretarz Komitetu Rejonowego KP(b)U w Dniepropetrowsku. Od 28 stycznia 1939 do 26 lutego 1941 szef Zarządu NKWD obwodu nowosybirskiego, od 26 lutego do 31 lipca 1941 szef Zarządu NKGB obwodu nowosybirskiego, od 21 lutego 1939 kapitan, od 30 kwietnia 1939 major bezpieczeństwa państwowego. Od 6 września 1941 do 28 października 1942 szef Wydziału Wywiadowczego Karelo-Fińskiej SRR, od października 1942 do maja 1943 szef Wydziału Kontrwywiadowczego Centralnego Sztabu Ruchu Partyzanckiego, 7 kwietnia 1943 mianowany pułkownikiem bezpieczeństwa państwowego.
Od czerwca 1943 do marca 1945 zastępca szefa Zarządu NKWD w obwodzie rostowskim, później przez rok był pomocnikiem dyrektora fabryki nr 60 we Frunze (obecnie Biszkek). Od lipca 1946 do sierpnia 1947 szef Wydziału Kadr Ministerstwa Inżynierii Rolniczej ZSRR, od sierpnia 1947 do lipca 1948 dyrektor wielobranżowego przedsiębiorstwa usługowego w rejonie kujbyszewskim w Moskwie, od listopada 1948 do września 1949 inspektor Głównego Centrum Operacyjnego Centralnego Związku Spółdzielni Spożywców, od września 1949 do stycznia 1951 towaroznawca Gławmiasopticy w Moskwie, w lutym-kwietniu 1951 starszy inspektor Gławsielmaszbyta Ministerstwa Inżynierii Rolniczej ZSRR, od czerwca 1951 do kwietnia 1952 zarządca trustu „Eniergocwietmiet”, od lipca 1952 do stycznia 1953 dyrektor fabryki w Moskwie.
Odznaczony Orderem Czerwonej Gwiazdy (26 kwietnia 1940), Orderem „Znak Honoru” (20 września 1943).